# Navalperal de Pinares
Navalperal de Pinares es un municipio y localidad española de la provincia de Ávila, en la comunidad autónoma de Castilla y León. El término municipal tiene una población de 826 habitantes (INE 2024).

## Geografía
Navalperal de Pinares se extiende por un terreno ligeramente montañoso con alturas que rondan entre los 1200 y 1500 m, siendo el pico más elevado de la zona el Valpardo con 1517 m. Tiene un clima con inviernos fríos y veranos poco calurosos. La vegetación predominante son los prados ricos en pastos, entre los que se encuentran algunas masas de robles, matorrales y pinares. A lo largo del municipio brotan numerosos manantiales que, formando regatos y arroyos, se encargan de mantener frescos los abundantes pastos y de engrosar el caudal del río Becedas en el sur. De este a oeste y prácticamente por el centro del término municipal discurren la carretera C-505 y la vía férrea del norte.
La localidad se encuentra situada a una altitud de 1284 m sobre el nivel del mar, a una distancia de 28 km de la capital provincial.
| Noroeste: Ávila                    | Norte: Santa María del Cubillo | Noreste: Puerto de la Lancha (provincia de Segovia) |
| Oeste: Herradón de Pinares         |                                | Este: Las Navas del Marqués                         |
| Suroeste: San Bartolomé de Pinares | Sur: San Bartolomé de Pinares  | Sureste: San Bartolomé de Pinares                   |

## Historia

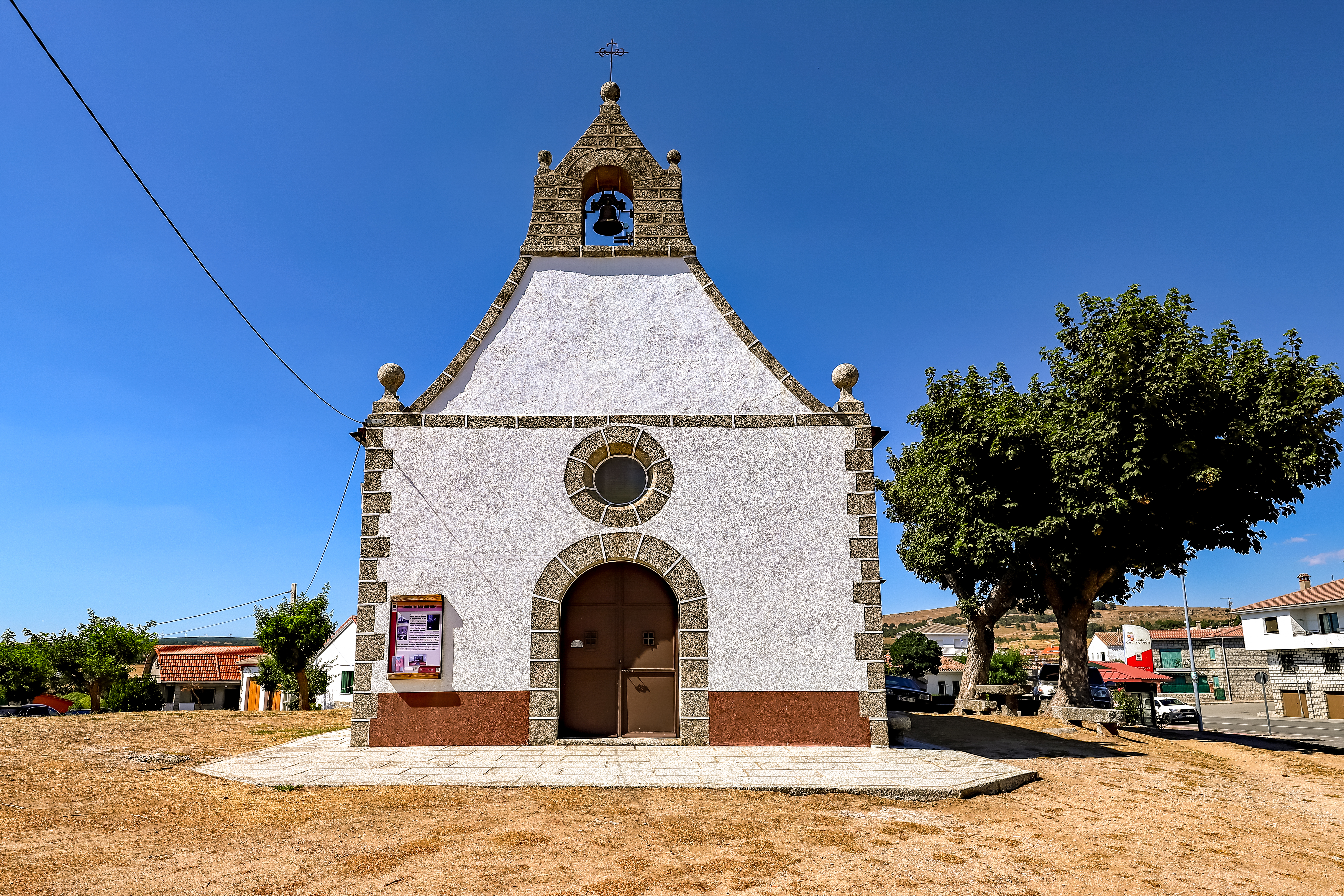
Ermita de San Antonio de Padua

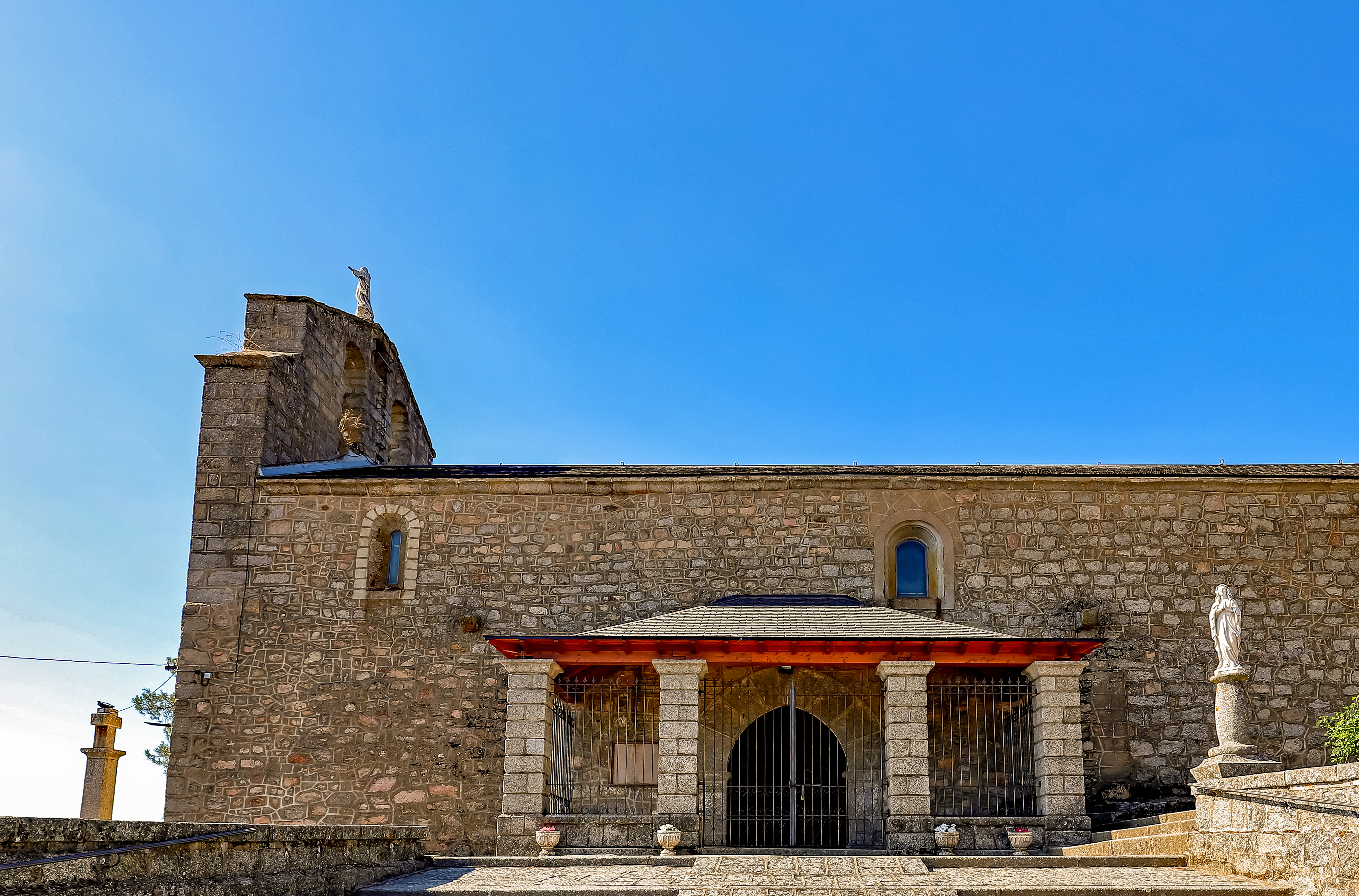
Iglesia de Nª Sra. de La Asunción

Históricamente Navalperal de Pinares tiene sus orígenes en Valbellido y el paso de la Cañada Real Leonesa Oriental por aquel lugar, con la donación que el Concejo de Ávila hizo a Domingo Ximenez en el año 1286 de un heredamiento que iba desde el Arroyo el Cajo por Peñalpino hasta El Herradón. Esta primera posesión se ensancha con sucesivas incorporaciones de otros territorios hasta quedar conformado todo el término completo. Los herederos, casi 200 años más tarde, le venden a Pedro Dávila Bracamonte en 1473 el dominio solariego, no el jurisdiccional, manteniéndose en jurisdicción de Ávila. Años más tarde, en 1613 y 1626, pasa integra la jurisdicción al marquesado de Las Navas en la que quedan integrados tanto el señorío solariego, que ya lo tenía,  como el jurisdiccional, por compra primero de Valbellido como "termino redondo de Nabalperal, Aldea de Avila" y luego del lugar propiamente dicho, pasando todo le término completo de la jurisdicción de Ávila al marquesado, uniéndose así a Las Navas y Valdemaqueda que ya eran propiedad de dicho señor.(Documentos en el Archivo General de Simancas y otras fuentes).
En el siglo XVIII sigue perteneciendo al marquesado de Las Navas, pues en las respuestas dadas en el Catastro de Ensenada se dice a la segunda pregunta que "este lugar de Navalperal es de señorío, perteneciente al Duque de Santisteban, Marques de Las Navas".
Es en el siglo XIX, en 22 de julio de 1805, cuando pasa Navalperal de Pinares a la Corona que se lo expropia al ducado de Medinaceli, casa a la que ya se había incorporado el marquesado de las Navas. Hacia mediados del siglo XIX, la villa tenía contabilizada una población de 410 habitantes. Aparece descrita en el decimosegundo volumen del Diccionario geográfico-estadístico-histórico de España y sus posesiones de Ultramar de Pascual Madoz de la siguiente manera:

NAVALPERAL DE PINARES: v. con ayunt. de la prov. y dióc. de Avila (5 leg.), part. jud. de Cebreros (4), aud. terr. de Madrid (11), c. g. de Castilla la Vieja (Valladolid (24): sit. en medio de un valle formado por 4 montañas que le circundan y á las inmediaciones de 2 arroyos; le combaten con mas frecuencia los vientos N. y E., su clima es frio y las enfermedades mas comunes reumas, fiebres intermitentes y pleuroneumonias: tiene 65 casas inferiores, distribuidas en varias calles malas y sucias: hay casa de ayunt. en la que está la cárcel; escuela de instruccion primaria comun á ambos sexos, cuyo maestro está dotado con 1,100 rs., y una igl. parr. (Ntra. Sra. de la Asuncion) con curato de entrada y provision ordinaria; el cementerio está en parage que no perjudica á la saiud pública, y los vec. se surten de aguas para sus usos de las de 2 fuentes que hay en los afueras de la pobl.: el térm. confina N. Campo Azalvaro; E. Navas de Pinares; S. y O. San Bartolomé de Pinares: se estiende 5/4 leg. de N. á S. y una de E. á O., y comprende un monte robledal, un estenso pinar bastante poblado y diferentes prados con buenos pastos: pasan inmediatos á la pobl. 2 arroyos, el uno por el lado E, y el otro por el O., cuyas aguas se utilizan para el uso de los ganados: el terreno es montuoso y de inferior calidad. caminos: los que dirigen á los pueblos limítrofes en mal estado: el correo se recibe en Arevalo. prod.: centeno, patatas y pastos; mantiene ganado lanar, cabrio, vacuno y de cerda; y cria caza de liebres, conejos, perdices, otras aves, corzos, jabalíes, lobos y zorras. ind.: la agrícola: el comercio está reducido á la esportacion de los frutos sobrantes é importacion de los artículos de que se carece. pobl.: 87 vec., 410 alm. cap. prod.: 677,525 rs. imp.: 27,101. ind. y fab.: 2,850. contr.: 9,798 rs. 10 mrs.
(Madoz, 1849, p. 61)

En 1856, el 30 de octubre, se hace la compra al Estado del término completo de "Navalperal y despoblado de Valvellido", compra que pagan los vecinos del pueblo mediante la "redención del censo" que tenían establecido con la Corona en esa fecha y con base en la ley de desamortización del ministro Madoz decretada el primero de mayo de 1855. El precio total de la compra fue 213 300 reales, a pagar en 10 plazos de 21 330 reales cada año.(documentos en el Archivo Histórico Provincial de Ávila).
En el siglo XX, durante los primeros meses de la Guerra Civil, Navalperal es tomado por las milicias republicanas de la columna Mangada que llegan al pueblo el 23 de julio de 1936 de la mano de su alcalde, Juan Pedro Herranz Yuste, y que luego derrotan a fuerzas sublevadas procedentes de Ávila, entre ellas una al mando del comandante de la Guardia Civil Lisardo Doval, célebre por su labor represora durante la revolución de Asturias. El 8 de octubre de 1936, transcurridos dos meses y medio desde que llegan los milicianos de Mangada, toman el pueblo las tropas del Sector Norte a cargo del general Mola, y queda Navalperal en "zona nacional" durante dos años y medio hasta el 1 de abril de 1939, fecha del final de la contienda. Al menos entre abril y septiembre de ese año, las tropas franquistas instalaron un campo de concentración que contaba con un tribunal militar para juzgar a prisioneros republicanos. Posteriormente radicó en Navalperal el Batallón de Trabajadores N.° 154, para trabajos forzados.

## Demografía
Navalperal de Pinares cuenta con una población de 826 habitantes (INE 2024).
| Gráfica de evolución demográfica de Navalperal de Pinares entre 1842 y 2021                                           |
| |
| Población de derecho según los censos de población del INE. Población de hecho según los censos de población del INE. |

Los primeros datos demográficos proceden del censo de población de finales del siglo XVI donde afirma: «El lugar de Navalperal consta de una pila bautismal de 156 vecinos». En el siglo XVIII figuran solo 172 habitantes y a mediados del siglo XIX 663 habitantes, aumentando considerablemente en 1860 con la instalación del ferrocarril. A finales del siglo XIX y principios del XX se sobrepasan los 1000 habitantes, llegando en 1960 hasta los 1523 habitantes.

## Economía
Desde siempre y hasta hace pocos años, la ganadería constituye la principal fuente de ingresos. Actualmente se destinan 5000 hectáreas de pastos con los que se alimentan casi dos millares de vacas.[cita requerida]
La excelente comunicación con Ávila y Madrid, en unión de las características paisajísticas y climatológicas que concurren en Navalperal, hacen que el sector turístico, seguido de cerca por la ganadería, sea la base de su economía actual.[cita requerida]

## Símbolos

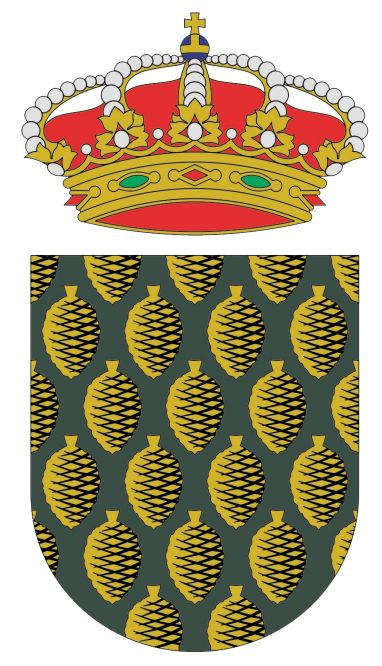
Representación del escudo utilizado por el ayuntamiento

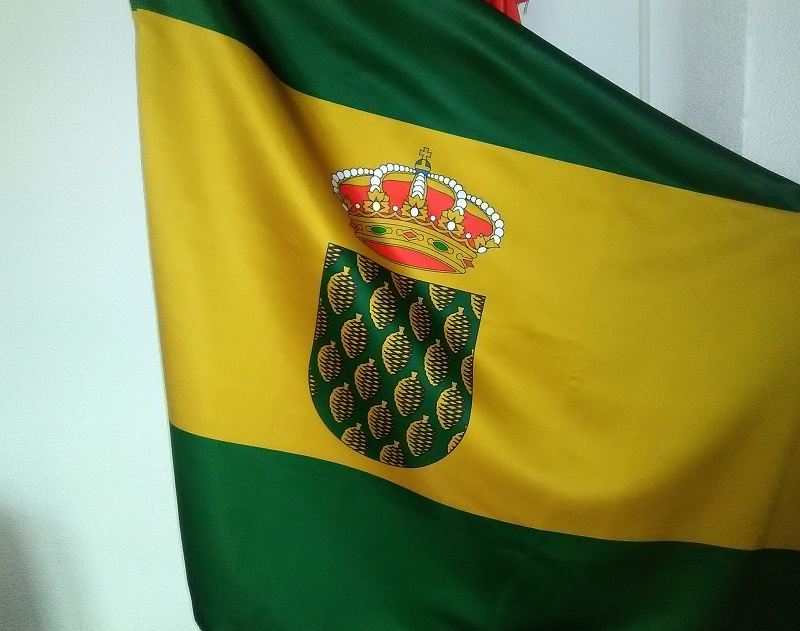
Bandera de Navalperal de Pinares

El escudo heráldico que representan al municipio fue aprobado oficialmente el 27 de diciembre de 1962. El escudo se blasona de la siguiente manera:

De sinople, sembrado de piñas de oro. El todo timbrado por Corona Real.
Boletín Oficial del Estado nº 12 de 14 de enero de 1963

## Patrimonio

### Ermita de San Antonio
Se encuentra situada a la entrada de Navalperal. La ermita fue construida a finales del siglo XIX (1892 - 1896). Está dedicada a San Antonio de Padua. La construcción es en piedra y destaca en la entrada un arco de medio punto culminado con un rosetón. El altar está revestido en piedras de granito y rematado con molduras de madera, está presidido con la imagen de San Antonio con el Niño, a ambos lados se sitúan imágenes de la Virgen de Fátima y San José con el Niño. 

### La Pila
Esta fuente fue construida en una finca diferente a su actual ubicación, cercana a la denominada "Eras de Abajo", actualmente estaría situada en las postrimerías a la actual estación de trenes. Desde aquí será trasladada, hacia finales del siglo XX, al actual parque municipal.

### Fuente de La Canal
Esta fuente se encontraba en el centro de la ciudad y era de uso extendido tanto entre la población como entre el ganado, su construcción data de principios del siglo XX. La fuente está constituida por dos caños y un aliviadero.

### Iglesia parroquial de Nuestra Señora de la Asunción
La iglesia fue construida en el siglo XV, destruida en la guerra civil española (1936 y 1939) y reconstruida posteriormente. En su exterior destaca la espadaña de mampostería formada por dos cuerpos, el superior con vanos para las campanas, y coronada por la imagen del Sagrado Corazón de Jesús. Su interior se encuentra estructurado por una larga nave y una capilla mayor pentagonal cubierta con bóveda de crucería. Alberga un retablo del siglo XVII.